# Japan op de Olympische Zomerspelen 1988
Japan nam deel aan de Olympische Zomerspelen 1988 in Seoel, Zuid-Korea.

## Medailleoverzicht
| Sport            | Olympiër                                                                                         | Onderdeel                | Medaille |
| ---------------- | ------------------------------------------------------------------------------------------------ | ------------------------ | -------- |
| Judo             | Hitoshi Saito                                                                                    | +95kg (m)                | Goud     |
| Worstelen        | Takashi Kobayashi                                                                                | -48kg vrije stijl (m)    | Goud     |
| Worstelen        | Mitsuru Sato                                                                                     | -52kg vrije stijl (m)    | Goud     |
| Zwemmen          | Daichi Suzuki                                                                                    | 100m rugslag (m)         | Goud     |
| Schietsport      | Tomoko Hasegawa                                                                                  | 25m pistool (v)          | Zilver   |
| Worstelen        | Takashi Kobayashi                                                                                | -90kg vrije stijl (m)    | Zilver   |
| Worstelen        | Mitsuru Sato                                                                                     | -52kg Grieks-Romeins (m) | Zilver   |
| Gymnastiek       | Hiroyuki Konishi Takahiro Yamada Toshiharu Sato Daisuke Nishikawa Koichi Mizushima Yukio Iketani | meerkamp team (m)        | Brons    |
| Gymnastiek       | Yukio Iketani                                                                                    | vloer (m)                | Brons    |
| Judo             | Shinji Hosokawa                                                                                  | -60kg (m)                | Brons    |
| Judo             | Yosuke Yamamoto                                                                                  | -65kg (m)                | Brons    |
| Judo             | Akinobu Osako                                                                                    | -86kg (m)                | Brons    |
| Synchroonzwemmen | Mikako Kotani                                                                                    | solo                     | Brons    |
| Synchroonzwemmen | Miyako Tanaka Mikako Kotani                                                                      | duet                     | Brons    |

## Deelnemers en resultaten

### Atletiek
| Olympiër                                                    | Onderdeel              | Resultaat | Prestatie                                                                        |
| ----------------------------------------------------------- | ---------------------- | --------- | -------------------------------------------------------------------------------- |
| Takahiko Kasahara                                           | 100m (m)               | 53e       | serie 10: 5de in 10,62                                                           |
| Koji Kurihara                                               | 100m (m)               | 31e       | serie 4: 2de in 10,46 kwartfinale 5: 6de in 10,49                                |
| Tomohiro Osawa                                              | 100m (m)               | 61e       | serie 12: 6de in 10,71                                                           |
| Kenji Yamauchi                                              | 200m (m)               | 21e       | serie 2: 2de in 20,98 kwartfinale 1: 5de in 20,94                                |
| Susumu Takano                                               | 400m (m)               | 9e        | serie 10: 1ste in 45,42 kwartfinale 4: 2de in 45,00 halve finale 1: 5de in 44,90 |
| Shuichi Yoneshige                                           | 5000m (m)              | 44e       | 13.59,68                                                                         |
| Kozu Akutsu                                                 | 10000m (m)             | 14e       | 28.09,70                                                                         |
| Tsukasa Endo                                                | 10000m (m)             | DNF       | niet gefinisht                                                                   |
| Shuichi Yoneshige                                           | 10000m (m)             | 17e       | 29.04,44                                                                         |
| Ryoichi Yoshida                                             | 400m horden (m)        | 19e       | serie 2: 5de in 50,49                                                            |
| Shinji Aoto Kenji Yamauchi Koji Kurihara Susumu Takano      | 4x100m (m)             | 11e       | serie 3: 3de in 39,70 halve finale 1: 5de in 39,80                               |
| Hirofumi Koike Kenji Yamauchi Hiromi Kawasumi Susumu Takano | 4x400m (m)             | 10e       | serie 1: 3de in 3.05,93 halve finale 2: 6de in 3.03,80                           |
| Takeyuki Nakayama                                           | marathon (m)           | 4e        | 2:11.05                                                                          |
| Toshihiko Seko                                              | marathon (m)           | 9e        | 2:13.41                                                                          |
| Hisatoshi Shintaku                                          | marathon (m)           | 17e       | 2:15.42                                                                          |
| Tadahiro Kosaka                                             | 20km snelwandelen (m)  | 47e       | 1:32.46                                                                          |
| Hirofumi Sakai                                              | 20km snelwandelen (m)  | 26e       | 1:24.08                                                                          |
| Tadahiro Kosaka                                             | 50km snelwandelen (m)  | 31e       | 4:03.12                                                                          |
| Hiroyuki Shibata                                            | verspringen (m)        | 26e       | kwalificatie groep B: 13de met 7,48m                                             |
| Junichi Usui                                                | verspringen (m)        | DNF       | kwalificatie groep B: geen geldige poging                                        |
| Norifumi Yamashita                                          | hink-stap-springen (m) | 12e       | kwalificatie: 12de met 16,29m finale: 12de met 15,62m                            |
| Kazuhiro Mizoguchi                                          | speerwerpen (m)        | 19e       | kwalificatie groep A: 10de met 77,46m                                            |
| Masami Yoshida                                              | speerwerpen (m)        | 21e       | kwalificatie groep B: 11de met 76,90m                                            |
|                                                             |                        |           |                                                                                  |
| Akemi Matsuno                                               | 10000m (v)             | 22e       | 32.19,57                                                                         |
| Kumi Araki                                                  | marathon (v)           | 28e       | 2:35.15                                                                          |
| Eriko Asai                                                  | marathon (v)           | 25e       | 2:34.41                                                                          |
| Misako Miyahara                                             | marathon (v)           | 29e       | 2:35.26                                                                          |
| Megumi Sato                                                 | hoogspringen (v)       | 11e       | kwalificatie groep B: 1ste met 1,92m finale: 11de met 1,90m                      |
| Emi Matsui                                                  | speerwerpen (v)        | 23e       | kwalificatie groep B: 11de met 56,26m                                            |

### Boksen
| Olympiër             | Onderdeel   | Resultaat | Prestatie |
| -------------------- | ----------- | --------- | --- |
| Mamoru Kuroiwa       | -48kg (m)   | 33e       | 1ste ronde: V van MGL Demberel: knock-out |
| Setsuo Segawa        | -51kg (m)   | 17e       | 1ste ronde: W van COL Morales: 4-1 2de ronde: V van BUL Todorov: 0-5 |
| Katsuyoki Matsushima | -54kg (m)   | 5e        | 1ste ronde: W van KUW Al-Muwaizri: scheidsrechterlijke beslissing 2de ronde: W van ZAI Nduita: 5-0 3de ronde: W van ZAM Chikwanda: 3-2 kwartfinale: V van COL Rocha: 2-3 |
| Wataru Yamada        | -57kg (m)   | 17e       | 1ste ronde: W van CIV Fofana: scheidsrechterlijke beslissing 2de ronde: V van ROU Dumitrescu: 0-5                                                                        |
| Satoru Higashi       | -60kg (m)   | 17e       | 1ste ronde: vrij 2de ronde: V van IRL Carruth: 0-5 |
| Kunihiro Miura       | -63,5kg (m) | 33e       | 1ste ronde: V van ZAM Mwamba: 0-5 |
| Yoshiaki Takahashi   | -67kg (m)   | 33e       | 1ste ronde: V van URS Ereshchenko: 0-5 |

### Boogschieten
| Olympiër                                                | Onderdeel       | Resultaat | Prestatie |
| ------------------------------------------------------- | --------------- | --------- | --- |
| Terushi Furuhashi                                       | individueel (m) | 40e       | plaatsingsronde: 40ste met 1229 punten |
| Takayoshi Matsushita                                    | individueel (m) | 14e       | plaatsingsronde: 15de met 1266 punten 2de ronde: 16de met 311 punten kwartfinale: 14de met 316 punten                                                             |
| Hiroshi Yamamoto                                        | individueel (m) | 8e        | plaatsingsronde: 14de met 1271 punten 2de ronde: 7de met 316 punten kwartfinale: 12de met 318 punten halve finale: 6de met 324 punten finale: 8ste met 321 punten |
| Terushi Furuhashi Takayoshi Matsushita Hiroshi Yamamoto | team (m)        | 6e        | plaatsingsronde: 5de met 3766 punten halve finale: 8ste met 958 punten finale: 6de met 948 punten                                                                 |
|                                                         |                 |           | |
| Kyoko Kitahara                                          | individueel (v) | 53e       | plaatsingsronde: 53ste met 1171 punten |
| Keiko Nakagomi                                          | individueel (v) | 52e       | plaatsingsronde: 52ste met 1173 punten |
| Toyoka Oki                                              | individueel (v) | 31e       | plaatsingsronde: 31ste met 1223 punten |
| Kyoko Kitahara Keiko Nakagomi Toyoka Oki                | team (v)        | 15e       | plaatsingsronde: 15de met 3567 punten |

### Gewichtheffen
| Olympiër         | Onderdeel   | Resultaat | Prestatie                                                           |
| ---------------- | ----------- | --------- | ------------------------------------------------------------------- |
| Kazushito Manabe | -52kg (m)   | 8e        | trekken: 8ste met 105 kg stoten: 12de met 125 kg totaal: 230 kg     |
| Yoshinori Namiki | -52kg (m)   | 17e       | trekken: 10de met 100 kg stoten: 17de met 115 kg totaal: 215 kg     |
| Toru Hara        | -56kg (m)   | 14e       | trekken: 12de met 105 kg stoten: 11de met 135 kg totaal: 240 kg     |
| Takashi Ichiba   | -56kg (m)   | 5e        | trekken: 9de met 107,5 kg stoten: 3de met 145 kg totaal: 252,5 kg   |
| Yosuke Muraki    | -60kg (m)   | 5e        | trekken: 3de met 127,5 kg stoten: 5de met 150 kg totaal: 277,5 kg   |
| Kazushige Oguri  | -60kg (m)   | 7e        | trekken: 8ste met 117,5 kg stoten: 8ste met 142,5 kg totaal: 260 kg |
| Yasushige Sasaki | -67,5kg (m) | DNF       | trekken: geen geldige poging                                        |
| Choji Taira      | -67,5kg (m) | 9e        | trekken: 13de met 127,5 kg stoten: 7de met 170 kg totaal: 297,5 kg  |
| Ryoji Isaoka     | -82,5kg (m) | 6e        | 350 kg                                                              |
| Nobutaka Tomatsu | -100kg (m)  | 11e       | 355 kg                                                              |

### Gymnastiek
| Olympiër                                                                                         | Onderdeel                | Resultaat | Prestatie                                                            |
| Ritmisch                                                                                         | Ritmisch                 | Ritmisch  | Ritmisch                                                             |
| ------------------------------------------------------------------------------------------------ | ------------------------ | --------- | -------------------------------------------------------------------- |
| Erika Akiyama                                                                                    | individueel (v)          | 15e       | kwalificatie: 17de met 38,50 punten finale: 15de met 58,050 punten   |
| Hiroko Otsuka                                                                                    | individueel (v)          | 27e       | kwalificatie: 27ste met 37,60 punten                                 |
| Turnen                                                                                           |                          |           |                                                                      |
| Yukio Iketani                                                                                    | sprong (m)               | 7e        | kwalificatie: 7de met 19,65 punten finale: 7de met 19,525 punten     |
| Yukio Iketani                                                                                    | vloer (m)                | Brons     | 19,850 punten                                                        |
| Koichi Mizushima                                                                                 | paard voltige (m)        | 4e        | kwalificatie: 1ste met 19,90 punten finale: 4de met 19,900 punten    |
| Daisuke Nishikawa                                                                                | paard voltige (m)        | 6e        | kwalificatie: 6de met 19,80 punten finale: 6de met 19,850 punten     |
| Yukio Iketani                                                                                    | individuele meerkamp (m) | 8e        | kwalificatie: 8ste met 117,65 punten finale: 8ste met 117,675 punten |
| Hiroyuki Konishi                                                                                 | individuele meerkamp (m) | 47e       | kwalificatie: 47ste met 115,80 punten                                |
| Koichi Mizushima                                                                                 | individuele meerkamp (m) | 10e       | kwalificatie: 12de met 117,45 punten finale: 10de met 117,625 punten |
| Daisuke Nishikawa                                                                                | individuele meerkamp (m) | 13e       | kwalificatie: 14de met 117,25 punten finale: 13de met 117,425 punten |
| Toshiharu Sato                                                                                   | individuele meerkamp (m) | 41e       | kwalificatie: 41ste met 116,65 punten                                |
| Takahiro Yamada                                                                                  | individuele meerkamp (m) | 49e       | kwalificatie:49ste met 115,40 punten                                 |
| Hiroyuki Konishi Takahiro Yamada Toshiharu Sato Daisuke Nishikawa Koichi Mizushima Yukio Iketani | meerkamp team (m)        | Brons     | 585,600 punten                                                       |
|                                                                                                  |                          |           |                                                                      |
| Mieko Mori                                                                                       | individuele meerkamp (v) | 63e       |                                                                      |
| Sachiko Morimura                                                                                 | individuele meerkamp (v) | 72e       |                                                                      |
| Maiko Morio                                                                                      | individuele meerkamp (v) | 66e       |                                                                      |
| Yuriko Nanahara                                                                                  | individuele meerkamp (v) | 71e       |                                                                      |
| Makiko Sanada                                                                                    | individuele meerkamp (v) | 80e       |                                                                      |
| Miho Shinoda                                                                                     | individuele meerkamp (v) | 34e       | 76,475 punten                                                        |
| Mieko Mori Sachiko Morimura Maiko Morio Yuriko Nanahara Makiko Sanada Miho Shinoda               | meerkamp team (v)        | 12e       | 380,200 punten                                                       |

### Handbal
| Olympiër | Onderdeel | Resultaat | Prestatie |
| --- | --------- | --------- | --- |
| Hidetada Ito Hiroshi Yanai Izumi Fujii Kazuhiro Miyashita Kenji Tamamura Kiyoshi Nishiyama Kodo Yamamoto Koji Tachiki Seiichi Takamura Shinichi Shudo Shinji Okuda Takashi Taguchi Toshiyuki Yamamura Yoshihiro Nikawadori Yukihiro Hashimoto | mannen    | 11e       | groep B: 6de V van DDR: 18-25 V van Spanje: 19-25 V van Hongarije: 19-22 V van Zuid-Korea: 24-33 V van Tsjecho-Slowakije: 17-21 11-12de plek: W van Verenigde Staten: 24-21 |

| Groep B |                   |             |             |             |             |            |            |            |        |
| #       | Land              | Wedstrijden | Wedstrijden | Wedstrijden | Wedstrijden | Doelpunten | Doelpunten | Doelpunten | Punten |
| #       | Land              | G           | W           | G           | V           | V          | T          | Saldo      | Punten |
| 1       | Zuid-Korea        | 5           | 4           | 0           | 1           | 127        | 117        | +10        | 8      |
| 2       | Hongarije         | 5           | 3           | 0           | 2           | 102        | 93         | +9         | 6      |
| 3       | Tsjecho-Slowakije | 5           | 3           | 0           | 2           | 109        | 103        | +6         | 6      |
| 4       | DDR               | 5           | 3           | 0           | 2           | 109        | 100        | +9         | 6      |
| 5       | Spanje            | 5           | 2           | 0           | 3           | 101        | 106        | -5         | 4      |
| 6       | Japan             | 5           | 0           | 0           | 5           | 97         | 126        | -29        | 0      |

| Ronde        | Datum | Plaats            | Land  | Score | Land |
| ------------ | ----- | ----------------- | ----- | ----- | ---- |
| Groepsfase   |       |                   |       |       |      |
| 20 september | Seoel | DDR               | 25-18 | Japan |      |
| 22 september | Seoel | Spanje            | 25-19 | Japan |      |
| 24 september | Seoel | Hongarije         | 22-19 | Japan |      |
| 26 september | Seoel | Zuid-Korea        | 33-24 | Japan |      |
| 28 september | Seoel | Tsjecho-Slowakije | 21-17 | Japan |      |
| 11-12de plek |       |                   |       |       |      |
| 30 september | Seoel | Verenigde Staten  | 21-24 | Japan |      |

### Judo
| Olympiër        | Onderdeel | Resultaat | Prestatie |
| --------------- | --------- | --------- | --- |
| Shinji Hosokawa | -60kg (m) | Brons     | 1ste ronde: vrij 2de ronde: W van ANG Bartolomeu: ippon 3de ronde: W van MEX Hernández: ippon kwartfinale: W van CHN Zhang: ippon halve finale: V van USA Asano bronzen finale: W van TPE Sheu: ippon        |
| Yōsuke Yamamoto | -65kg (m) | Brons     | 1ste ronde: vrij 2de ronde: W van GDR Quellmalz: waza-ari 3de ronde: W van USA Marchal: ippon kwartfinale: W van AUT Reiter halve finale: V van POL Pawłowski: ippon bronzen finale: W van NZL Cooper: ippon |
| Toshihiko Koga  | -71kg (m) | 13e       | 1ste ronde: vrij 2de ronde: W van KOR Park: koka 3de ronde: V van URS Tenadze: yuko |
| Hirotaka Okada  | -78kg (m) | 14e       | 1ste ronde: vrij 2de ronde: W van YUG Leščak: yuko 3de ronde: V van FRA Tayot: ippon |
| Akinobu Osako   | -86kg (m) | Brons     | 1ste ronde: vrij 2de ronde: W van ANG Inácio 3de ronde: W van BRA Carmona kwartfinale: W van CHN Liu: ippon halve finale: V van AUT Seisenbacher: yuko bronzen finale: W van FRA Canu                        |
| Hitoshi Sugai   | -95kg (m) | 12e       | 1ste ronde: vrij 2de ronde: V van FRA Traineau: yuko |
| Hitoshi Saito   | +95kg (m) | Goud      | 1ste ronde: W van SEN Coly: ippon 2de ronde: W van BUL Zapryanov: ippon kwartfinale: W van EGY Rashwan: ippon halve finale: W van KOR Cho finale: W van GDR Stöhr                                            |

### Kanovaren
| Olympiër                          | Onderdeel     | Resultaat | Prestatie                                                                           |
| --------------------------------- | ------------- | --------- | ----------------------------------------------------------------------------------- |
| Yasunobu Kanada                   | C-1 500m (m)  | 15e       | serie 3: 6de in 2.10,20 herkansingen: 4de in 2.06,31                                |
| Hiroyuki Izumi                    | C-1 1000m (m) | 15e       | serie 2: 7de in 4.40,34 herkansingen: 4de in 5.00,98                                |
| Tsunehisa Uchino Kiyoto Inoue     | C-2 500m (m)  | 14e       | serie 2: 6de in 1.48,90 herkansingen: 3de in 1.55,13 halve finale 1: 5de in 1.50,89 |
| Toshisuke Sakamoto Katsuya Toyama | C-2 1000m (m) | 15e       | serie 2: 4de in 4.09,29 herkansingen: 5de in 4.18,23 halve finale 1: 5de in 4.09,20 |
|                                   |               |           |                                                                                     |
| Harumi Nakazato Miyuki Kobayashi  | K-2 500m (v)  | 13e       | serie 2: 7de in 1.57,34 herkansingen: 4de in 1.58,99                                |

### Moderne vijfkamp
| Olympiër                                      | Onderdeel       | Resultaat | Prestatie    |
| --------------------------------------------- | --------------- | --------- | ------------ |
| Hiroaki Izumikawa                             | individueel (m) | 63e       | 3722 punten  |
| Tadafumi Miwa                                 | individueel (m) | 51e       | 4517 punten  |
| Hiroshi Saito                                 | individueel (m) | 30e       | 4881 punten  |
| Hiroaki Izumikawa Tadafumi Miwa Hiroshi Saito | team (m)        | 17e       | 13120 punten |

### Paardensport
| Olympiër                                                         | Onderdeel   | Resultaat | Prestatie                                 |
| Dressuur                                                         | Dressuur    | Dressuur  | Dressuur                                  |
| ---------------------------------------------------------------- | ----------- | --------- | ----------------------------------------- |
| Kikuko Inoue                                                     | individueel | 46e       | kwalificatie: 46ste met 1169 punten       |
| Naoko Sakurai                                                    | individueel | 52e       | kwalificatie: 52ste met 1081 punten       |
| Eventing                                                         |             |           |                                           |
| Kazuhiro Iwatani                                                 | individueel | 36e       | 517,25 strafpunten                        |
| Eiki Miyazaki                                                    | individueel | 26e       | 201,60 strafpunten                        |
| Hisashi Wakahara                                                 | individueel | DNF       | niet gefinisht                            |
| Hiroshi Watanabe                                                 | individueel | DNF       | niet gefinisht                            |
| Kazuhiro Iwatani Eiki Miyazaki Hisashi Wakahara Hiroshi Watanabe | team        | DNF       | niet gefinisht                            |
| Springconcours                                                   |             |           |                                           |
| Yoshihiro Nakano                                                 | individueel | 42e       | kwalificatie: 42ste met 63,50 strafpunten |
| Ryuzo Okuno                                                      | individueel | 52e       | kwalificatie: 52ste met 47,00 strafpunten |
| Takao Sawai                                                      | individueel | 60e       | kwalificatie: 60ste met 27,50 strafpunten |
| Shuichi Toki                                                     | individueel | 51e       | kwalificatie: 51ste met 48,50 strafpunten |
| Yoshihiro Nakano Ryuzo Okuno Takao Sawai Shuichi Toki            | team        | 13e       | kwalificatie: 13de met 63,25 strafpunten  |

### Roeien
| Olympiër | Onderdeel       | Resultaat | Prestatie                                                                     |
| --- | --------------- | --------- | ----------------------------------------------------------------------------- |
| Masahiro Sakata | skiff (m)       | 18e       | serie 2: 4de in 7.43,67 herkansingen: 4de in 7.26,66                          |
| Maki Kobayashi Satoru Miyoshi | twee-zonder (m) | 17e       | serie 2: 6de in 7.07,51 herkansingen: 5de in 7.18,56                          |
| Tadashi Abe Seiji Chihara Akihisa Hirata Shunsuke Kawamoto Hideaki Maeguchi Masahiko Nomura Tomoyuki Okano Eiichi Tsukinoki Yukiyasu Ishikawa | acht (m)        | 11e       | serie 2: 5de in 5.57,11 herkansingen: 4de in 5.54,16 finale B: 3de in 5.55,52 |

### Schermen
| Olympiër                                                                | Onderdeel       | Resultaat | Prestatie |
| ----------------------------------------------------------------------- | --------------- | --------- | --- |
| Koji Emura                                                              | floret (m)      | 17e       | 1ste ronde groep K: 3de met 3 overwinningen 2de ronde groep F: 3de met 2 overwinningen 3de ronde groep D: 2de met 3 overwinningen |
| Yoshihiko Kanatsu                                                       | floret (m)      | 47e       | 1ste ronde groep H: 4de met 3 overwinningen 2de ronde groep E: 6de met 0 overwinningen                                            |
| Kenichi Umezawa                                                         | floret (m)      | 46e       | 1ste ronde groep D: 4de met 1 overwinning 2de ronde groep C: 6de met 0 overwinningen                                              |
| Matsuo Azuma Harunobu Deno Koji Emura Yoshihiko Kanatsu Kenichi Umezawa | floret team (m) | 13e       | 1ste ronde groep D: 4de met 0 overwinningen                                                                                       |
|                                                                         |                 |           | |
| Mieko Miyahara                                                          | floret (v)      | 39e       | 1ste ronde groep D: 5de met 0 overwinningen                                                                                       |
| Akemi Morikawa                                                          | floret (v)      | 38e       | 1ste ronde groep G: 5de met 1 overwinning                                                                                         |
| Tomoko Oka                                                              | floret (v)      | 20e       | 1ste ronde groep A: 3de met 2 overwinningen 2de ronde groep A: 4de met 3 overwinningen 3de ronde groep A: 6de met 2 overwinningen |
| Nona Kiritani Keiko Mine Mieko Miyahara Akemi Morikawa Tomoko Oka       | floret team (v) | 9e        | 1ste ronde groep D: 3de met 0 overwinningen                                                                                       |

### Schietsport
| Olympiër          | Onderdeel                  | Resultaat | Prestatie                                                                                    |
| ----------------- | -------------------------- | --------- | -------------------------------------------------------------------------------------------- |
| Ryohei Koba       | 10m luchtgeweer (m)        | 12e       | kwalificatie: 12de met 589 punten                                                            |
| Akihiro Mera      | 10m luchtgeweer (m)        | 34e       | kwalificatie: 34ste met 581 punten                                                           |
| Ryohei Koba       | 50m geweer 3 houdingen (m) | 12e       | kwalificatie: 28ste met 1161 punten (398-381-382)                                            |
| Kaoru Matsuo      | 50m geweer 3 houdingen (m) | 44e       | kwalificatie: 44ste met 1147 punten (395-372-380)                                            |
| Ryohei Koba       | 50m geweer liggend (m)     | 51e       | kwalificatie: 51ste met 584 punten                                                           |
| Kaoru Matsuo      | 50m geweer liggend (m)     | 15e       | kwalificatie: 15de met 595 punten                                                            |
| Fumihisa Semizuki | 50m pistool (m)            | 23e       | kwalificatie: 23ste met 554 punten                                                           |
| Hideo Nonaka      | 25m snelvuurpistool (m)    | 12e       | kwalificatie: 21ste met 587 punten (291-296)                                                 |
| Mamoru Inagaki    | 10m luchtpistool (m)       | 12e       | kwalificatie: 12de met 579 punten                                                            |
| Fumihisa Semizuki | 10m luchtpistool (m)       | 23e       | kwalificatie: 23ste met 575 punten                                                           |
|                   |                            |           |                                                                                              |
| Kyoko Kinoshita   | 10m luchtgeweer (v)        | 38e       | kwalificatie: 38ste met 380 punten                                                           |
| Yoko Minamoto     | 10m luchtgeweer (v)        | 34e       | kwalificatie: 17de met 389 punten                                                            |
| Kyoko Kinoshita   | 50m geweer 3 houdingen (v) | 32e       | kwalificatie: 32ste met 566 punten (193-184-189)                                             |
| Tomoko Hasegawa   | 25m pistool (v)            | Zilver    | kwalificatie: 3de met 587 punten (290-297) finale: 2de met 686 punten                        |
| Yoshiko Ito       | 25m pistool (v)            | 12e       | kwalificatie: 12de met 581 punten (289-292)                                                  |
| Hisayo Chikusa    | 10m luchtpistool (v)       | 22e       | kwalificatie: 22ste met 375 punten                                                           |
| Tomoko Hasegawa   | 10m luchtpistool (v)       | 11e       | kwalificatie: 11de met 379 punten                                                            |
|                   |                            |           |                                                                                              |
| Yasumasa Furo     | skeet                      | 38e       | kwalificatie: 38ste met 142 punten                                                           |
| Tomoya Yamashita  | skeet                      | 33e       | kwalificatie: 33ste met 143 punten                                                           |
| Kazumo Watanabe   | trap                       | 6e        | kwalificatie: 6de met 147 punten halve finale: 5de met 195 punten finale: 6de met 216 punten |

### Schoonspringen
| Olympiër       | Onderdeel     | Resultaat | Prestatie                                                         |
| -------------- | ------------- | --------- | ----------------------------------------------------------------- |
| Keita Kaneto   | 3m plank (m)  | 11e       | voorronde: 10de met 577,50 punten finale: 11de met 562,05 punten  |
| Isao Yamagishi | 3m plank (m)  | 18e       | voorronde: 18de met 540,72 punten                                 |
| Keita Kaneto   | 10m toren (m) | 14e       | voorronde: 14de met 497,04 punten                                 |
| Isao Yamagishi | 10m toren (m) | 10e       | voorronde: 12de met 517,80 punten finale: 10de met 500,70 punten  |
|                |               |           |                                                                   |
| Masako Asada   | 3m plank (v)  | 21e       | voorronde: 21ste met 380,94 punten finale: 11de met 562,05 punten |
| Yuki Motobuchi | 3m plank (v)  | 15e       | voorronde: 15de met 404,76 punten                                 |
| Masako Asada   | 10m toren (v) | 17e       | voorronde: 17de met 327,93 punten                                 |
| Yuki Motobuchi | 10m toren (v) | 16e       | voorronde: 16de met 333,45 punten                                 |

### Synchroonzwemmen
| Olympiër                    | Onderdeel | Resultaat | Prestatie                                                           |
| --------------------------- | --------- | --------- | ------------------------------------------------------------------- |
| Mikako Kotani               | solo      | Brons     | kwalificatie: 3de met 191,25 punten finale: 3de met 191,85 punten   |
| Miyako Tanaka Mikako Kotani | duet      | Brons     | kwalificatie: 3de met 189,559 punten finale: 3de met 190,159 punten |

### Tafeltennis
| Olympiër                        | Onderdeel      | Resultaat | Prestatie |
| ------------------------------- | -------------- | --------- | --- |
| Yoshihito Miyazaki              | enkelspel (m)  | 25e       | groep D: 4de V van POL Grubba: 0-3 V van YUG Primorac: 0-3 V van FRG Rosskopf: 2-3 W van IND Ghorpade: 3-0 W van NGR Musa: 3-0 W van AUS Haberl: 3-0 W van VEN Lopez: 3-0 |
| Seiji Ono                       | enkelspel (m)  | 9e        | groep H: 2de V van YUG Lupulesku: 1-3 W van ITA Costantini: 3-2 W van HKG Liu: 3-2 W van KOR Kim: 3-1 V van URS Mazunov: 2-3 W van CHI Núñez: 3-0 W van JAM Jones: 3-0 2de ronde: V van SWE Lindh: 0-3 (22-24, 17-21, 16-21) |
| Kiyoshi Saito                   | enkelspel (m)  | 17e       | groep E: 3de V van KOR Kim: 2-3 V van SWE Persson: 2-3 W van IND Mehta: 3-0 W van BUL Domuschiev: 3-0 W van POL Molenda: 3-0 W van CHI Gambra: 3-0 W van EGY El-Saket: 3-0 |
| Yoshihito Miyazaki Seiji Ono    | dubbelspel (m) | 9e        | groep A: 3de V van SWE Lindh/Persson: 0-2 W van IND Mehta/Ghorpade: 2-0 W van GBR Cooke/Prean: 2-0 W van HUN Klampár/Kriston: 2-1 V van CHN Chen/Wei: 0-2 W van HKG Man/Ming: 2-0 W van TUN Beltaief/Sta: 2-0 |
| Kiyoshi Saito Takehiro Watanabe | dubbelspel (m) | 13e       | groep D: 4de V van KOR Nam-Kyu/Jae-Hyung: 0-2 V van POL Grubba/Kuchars: 0-2 V van FRG Fetzner/Roßkopf: 0-2 W van HKG Lo/Vong: 2-0 W van CHI Gambra/Nunez: 2-0 W van BRA Kano/Kawai: 2-1 W van NGR Adeyemo/Bankole: 2-0 |
|                                 |                |           | |
| Mika Hoshino                    | enkelspel (v)  | 9e        | groep E: 2de V van KOR Hyun: 0-3 W van FRG Nolten: 3-2 W van YUG Fazlić-Reed: 3-0 W van NGR Owolabi: 3-1 W van PER Liyau: 3-0 2de ronde: V van CHN Jiao: 2-3 (21-15, 12-21, 8-21, 21-17, 11-21) |
| Kiyomi Ishida                   | enkelspel (v)  | 17e       | groep D: 3de W van AUS Tepper: 3-1 V van HKG Ka Sha: 0-3 W van GHA Offel: 3-0 W van MAS Wai Cheng: 3-0 V van CHN Li: 0-3 |
| Kyoko Uchiyama                  | enkelspel (v)  | 17e       | groep C: 3de W van AUS Bisiach: 3-0 V van URS Popova: 0-3 V van CHN Chen: 0-3 W van USA Bhusan: 3-0 W van TUN Ben Aïssa: 3-0 |
| Mika Hoshino Kiyomi Ishida      | dubbelspel (v) | 4e        | groep B: 4de V van TCH Hrachova/Kasalova: 0-2 V van NED Kloppenburg/Vriesekoop: 1-2 V van CHN Jiao/Chen: 0-2 W van FRG Nemes/Nolten: 2-1 W van USA Bhushan/Gee: 2-0 W van MAS Cheng/Wan: 2-0 kwartfinale: W van URS Abbate-Bulatova/Kovtun: 2-0 (21-18, 21-11) halve finale: V van KOR Hyun/Yang: 0-2 (19-21, 9-21) bronzen finale: V van YUG Fazlić/Perkučin: 1-2 (14-21, 21-11, 16-21) |

### Tennis
| Olympiër                             | Onderdeel      | Resultaat | Prestatie                                                                                              |
| ------------------------------------ | -------------- | --------- | --- |
| Shuzo Matsuoka                       | enkelspel (m)  | 33e       | 1ste ronde: V van ESP Sánchez: 3-6, 4-6, 3-6                                                           |
| Toshihisa Tsuchihashi                | enkelspel (m)  | 33e       | 1ste ronde: V van MEX Moreno: 6-7(5), 2-6, 4-6                                                         |
| Shuzo Matsuoka Toshihisa Tsuchihashi | dubbelspel (m) | 17e       | 1ste ronde: V van BRA Acioly/Mattar: 6-4, 4-6, 2-6, 2-6                                                |
|                                      |                |           | |
| Etsuko Inoue                         | enkelspel (v)  | 33e       | 1ste ronde: V van KOR Kim: 3-6, 6-3, 5-7                                                               |
| Kumiko Okamoto                       | enkelspel (v)  | 33e       | 1ste ronde: V van SWE Lindqvist: 6-7(3), 5-7                                                           |
| Etsuko Inoue Kumiko Okamoto          | dubbelspel (v) | 5e        | 1ste ronde: W van ITA Cecchini/Reggi: 6-3, 6-7(4), 8-6 kwartfinale: V van TCH Novotná/Suková: 3-6, 2-6 |

### Volleybal

#### Mannen
| Olympiër | Onderdeel | Resultaat | Prestatie |
| --- | --------- | --------- | --- |
| Akihiro Iwashima Yasunori Kumada Eizaburo Mitsuhashi Masayoshi Manabe Yuji Kasama Kazutomo Yoneyama Hiromichi Kageyama Hideharu Hara Kimio Sugimoto Yuzuru Inoue Masaki Kaito Shunichi Kawai | zaal (m)  | 10e       | groep B: 5de V van Verenigde Staten: 0-3 (13-15, 2-15, 2-15) V van Argentinië: 1-3 (11-15, 12-15, 15-11, 11-15) V van Frankrijk: 1-3 (15-10, 10-15, 15-17, 12-15) W van Tunesië: 3-0 (15-4, 15-11, 15-7) V van Nederland: 0-3 (7-15, 4-15, 8-15) 9-12de plek: W van Zuid-Korea: 3-2 (13-15, 6-15, 15-9, 15-13, 15-9) 9-10de plek: V van Italië: 2-3 (11-15, 11-15, 15-12, 15-13, 7-15) |

| Groep B |                  |             |             |             |      |      |       |           |           |           |        |
| #       | Land             | Wedstrijden | Wedstrijden | Wedstrijden | Sets | Sets | Sets  | Setpunten | Setpunten | Setpunten | Punten |
| #       | Land             | G           | W           | V           | V    | T    | Saldo | V         | T         | Saldo     | Punten |
| 1       | Verenigde Staten | 5           | 5           | 0           | 15   | 3    | +12   | 263       | 155       | +108      | 10     |
| 2       | Argentinië       | 5           | 3           | 2           | 11   | 7    | +4    | 219       | 211       | +8        | 8      |
| 3       | Frankrijk        | 5           | 3           | 2           | 10   | 7    | +3    | 222       | 190       | +32       | 8      |
| 4       | Nederland        | 5           | 3           | 2           | 10   | 7    | +3    | 202       | 183       | +19       | 8      |
| 5       | Japan            | 5           | 1           | 4           | 5    | 12   | -7    | 182       | 225       | -43       | 6      |
| 6       | Tunesië          | 5           | 0           | 5           | 0    | 15   | -15   | 101       | 225       | -124      | 5      |

| Ronde        | Datum | Plaats           | Land | Score   | Land |
| ------------ | ----- | ---------------- | ---- | ------- | ---- |
| Groepsfase   |       |                  |      |         |      |
| 18 september | Seoel | Verenigde Staten | 3-0  | Japan   |      |
| 19 september | Seoel | Argentinië       | 3-1  | Japan   |      |
| 22 september | Seoel | Frankrijk        | 3-1  | Japan   |      |
| 24 september | Seoel | Japan            | 3-0  | Tunesië |      |
| 26 september | Seoel | Nederland        | 3-0  | Japan   |      |
| 9-12de plek  |       |                  |      |         |      |
| 28 september | Seoel | Zuid-Korea       | 2-3  | Japan   |      |
| 9-10de plek  |       |                  |      |         |      |
| 30 september | Seoel | Italië           | 3-2  | Japan   |      |

#### Vrouwen
| Olympiër | Onderdeel | Resultaat | Prestatie |
| --- | --------- | --------- | --- |
| Yumi Maruyama Kayoko Sugiyama Reiko Takizawa Miyako Yamashita Akemi Sugiyama Ichiko Sato Norie Hiro Kumi Nakada Yukari Kawase Motoko Obayashi Yukiko Takahashi Sachiko Fujita | zaal (v)  | 4e        | groep A: 2de W van Sovjet-Unie: 3-2 (15-2, 8-15, 15-12, 10-15, 19-17) V van DDR: 2-3 (15-11, 14-16, 15-4, 2-15, 7-15) W van Zuid-Korea: 3-1 (8-15, 15-3, 15-11, 15-8) halve finale: V van Peru: 2-3 (9-15, 6-15, 15-6, 15-10, 13-15) bronzen finale: V van China: 0-3 (13-15, 6-15, 6-15) |

| 'Groep A |             |             |             |             |             |             |             |        |        |        |        |
| #        | Land        | Wedstrijden | Wedstrijden | Wedstrijden | Wedstrijden | Wedstrijden | Wedstrijden | Punten | Punten | Punten | Punten |
| #        | Land        | G           | W           | V           | SW          | SV          | SR          | SPW    | SPL    | Saldo  | Punten |
| 1        | Sovjet-Unie | 3           | 2           | 1           | 8           | 3           | +5          | 154    | 114    | +40    | 5      |
| 2        | Japan       | 3           | 2           | 1           | 8           | 6           | +2          | 173    | 159    | +14    | 5      |
| 3        | Zuid-Korea  | 3           | 1           | 2           | 4           | 7           | -3          | 116    | 137    | -21    | 4      |
| 4        | DDR         | 3           | 1           | 2           | 4           | 8           | -4          | 127    | 160    | -33    | 4      |

| Ronde          | Datum | Plaats | Land | Score       | Land |
| -------------- | ----- | ------ | ---- | ----------- | ---- |
| Groepsfase     |       |        |      |             |      |
| 20 september   | Seoel | Japan  | 3-2  | Sovjet-Unie |      |
| 23 september   | Seoel | DDR    | 3-2  | Japan       |      |
| 25 september   | Seoel | Japan  | 3-1  | Zuid-Korea  |      |
| Halve finale   |       |        |      |             |      |
| 27 september   | Seoel | Japan  | 2-3  | Peru        |      |
| Bronzen finale |       |        |      |             |      |
| 29 september   | Seoel | China  | 3-0  | Japan       |      |

### Wielersport
| Olympiër                                                     | Onderdeel                | Resultaat | Prestatie |
| Baan                                                         | Baan                     | Baan      | Baan |
| ------------------------------------------------------------ | ------------------------ | --------- | --- |
| Hideki Miwa                                                  | sprint (m)               | 9e        | kwalificatie: 11de in 11,063 1ste ronde serie 6: 2de herkansingen: 1ste in 11,56 2de ronde serie 1: 3de herkansingen: V van TTO Cheeseman |
| Hiroshi Toyooka                                              | tijdrit (m)              | 16e       | 1.07,240 |
| Yoshihiro Tsumuraya                                          | puntenkoers (m)          | 26e       | serie 1: 14de met 7 punten |
| Koichi Azuma Fumiharu Miyamoto Kazuaki Sasaki Kazuo Takikawa | ploegenachtervolging (m) | 15e       | kwalificatie: 15de in 4.28,50 |
|                                                              |                          |           | |
| Seiko Hashimoto                                              | sprint (v)               | 9e        | kwalificatie: 10de in 12,425 1ste ronde serie 2: 2de herkansingen: V van GBR Jones                                                        |
| Weg                                                          |                          |           | |
| Kyoshi Miura                                                 | wegwedstrijd (m)         | 72e       | 4:32.56 |
| Mitsuhiro Suzuki                                             | wegwedstrijd (m)         | 25e       | 4:32.56 |
| Yoshihiro Tsumuraya                                          | wegwedstrijd (m)         | 94e       | 4:42.47 |
|                                                              |                          |           | |
| Terumi Ogura                                                 | wegwedstrijd (v)         | 30e       | 2:00.52 |
| Natsue Seki                                                  | wegwedstrijd (v)         | 50e       | 2:14.32 |

### Worstelen
| Olympiër           | Onderdeel   | Resultaat   | Prestatie |
| Vrije stijl        | Vrije stijl | Vrije stijl | Vrije stijl |
| ------------------ | ----------- | ----------- | --- |
| Hideki Miwa        | -48kg (m)   | Goud        | groep B: 1ste W van KOR Lee: 4-0 W van USA Vanni: 4-0 W van IRI Zeinalnia: 4-0 W van SYR El-Messouti: 4-0 W van TUR Şükrüoğlu: 3-1 finale: W van BUL Tsonov: 3,5-0,5                                |
| Mitsuru Sato       | -52kg (m)   | Goud        | groep B: 1ste W van JOR Sharif: 4-0 W van CHN Xu: 4-0 W van AFG Naseer: 4-0 W van MGL Enkhbayar: 4-0 W van HUN Bíró: 4-0 W van KOR Kim: 4-0 finale: W van YUG Tërstena: 3-1                         |
| Ryo Kanehama       | -57kg (m)   | 8e          | groep A: 4de W van GBR Ogden: 4-0 W van PAK Azeem: 3-1 V van TUR Ak: 1-3 V van URS Beloglazov: 0-4 7-8ste plek: V van MGL Battuul: 1-3                                                              |
| Kazuhito Sakae     | -62kg (m)   | 9e          | groep A: 5de V van BUL Shterev: 1-3 W van HUN Orbán: 3-1 W van SWE Dikanda: 4-0 V van MGL Enkhee: 1-3                                                                                               |
| Kosei Akaishi      | -68kg (m)   | 4e          | groep A: 2de W van PHI Manibog: 4-0 W van PER Ichillumpa: 4-0 W van GRE Athanasiadis: 3-1 W van BUL Yassenov: 3-1 V van URS Fadzaev: 0-3 W van FIN Rauhala: 3-0 bronzen finale: V van USA Carr: 1-3 |
| Yoshihiko Hara     | -74kg (m)   | 11e         | groep A: 6de W van SWE Gustafsson: 3-1 W van CMR Manga: 4-0 V van BUL Sofiadi: 1-3 V van IRI Vagozari: 1-3                                                                                          |
| Atsushi Ito        | -82kg (m)   | 7e          | groep A: 4de W van EGY Hussein: 3-0 W van GAM Jarju: 4-0 W van TPE Chi: 4-0 V van KOR Han: 0-3 V van TCH Lohyňa: 0,5-3,5 7-8ste plek: W van GDR Gstöttner: 3-1                                      |
| Akira Ota          | -90kg (m)   | Zilver      | groep A: 1ste W van NGR Iloanusi: 3-1 W van AUS Koenig: 4-0 W van PAK Maruwala: 4-0 W van TUR Türkkaya: 4-0 W van USA Scherr: 4-0 V van HUN Tóth: 1-3 finale: V van URS Khadartsev: 0-4             |
| Tamon Honda        | -100kg (m)  | 19e         | groep A: 10de V van IND Singh: 0-4 V van GDR Neupert: 0-4 |
| Hiroyuki Obata     | -130kg (m)  | 9e          | groep B: 5de W van FRG Bremmer: 3-1 V van URS Gobejishvili: 0-4 V van HUN Klauz: 0-4 |
|                    |             |             | |
| Ikuzo Saito        | -48kg (m)   | 13e         | groep A: 7de W van USA Fuller: 3-1 V van ITA Maenza: 1-3 |
| Atsuji Miyahara    | -52kg (m)   | Zilver      | groep A: 1ste W van FRA Robert: 3-0 W van IRI Kakahaji: 3-1 W van FIN Murtoaro: 4-0 W van BUL Fliev: 3-1 W van TCH Jankovics: 3-0 W van URS Ignatenko: 3-1 finale: V van NOR Rønningen: 1-3         |
| Shunji Nakadome    | -57kg (m)   | 9e          | groep B: 5de V van HUN Sike: 0-3 W van POL Wolny: 3,5-0,5 V van CHN Yang: 1-3 |
| Shigeki Nishiguchi | -62kg (m)   | 11e         | groep B: 6de W van FIN Loikas: 3-1 V van HUN Bódi: 0-3 V van BUL Vangelov: 0-4 |
| Yasuhiro Okubo     | -68kg (m)   | 6e          | groep A: 3de W van YAR Al-Shamsi: 4-0 V van KOR Kim: 1-3 W van FRA Abrial: 3-1 W van YUG Sabo: 3-1 V van FIN Sipilä: 0-3 5-6de plek: V van POL Kopański: 0-3                                        |
| Hiromichi Ito      | -74kg (m)   | 8e          | groep A: 4de W van CHN Wei: 3-1 W van SYR Al-Balah: 3-0 V van USA Butler: 1-3 V van POL Tracz: 1-3 7-8ste plek: V van SWE Tallroth: 1-3                                                             |
| Takahiro Mukai     | -82kg (m)   | 13e         | groep B: 7de V van GDR Bullmann: 0-3 W van ARG Iglesias: 4-0 V van FIN Niemi: 1-3 |
| Yasutoshi Moriyama | -90kg (m)   | 19e         | groep A: 10de V van BUL Komchev: 0-3 V van POL Malina: 0-3 |
| Masahiko Fukube    | -100kg (m)  | 13e         | groep A: 7de V van USA Koslowki: 0-4 V van YUG Tertei: 0-4 |
| Kazuya Deguchi     | -130kg (m)  | 6e          | groep B: 3de W van IRQ Jassim W van MRI Ramsaran V van EGY El-Hadad V van BUL Gerovski 5-6de plek: V van HUN Klauz                                                                                  |

### Zeilen
| Olympiër                                     | Onderdeel       | Resultaat | Prestatie                              |
| -------------------------------------------- | --------------- | --------- | -------------------------------------- |
| Ryo Asano                                    | divisie II (m)  | 18e       | 130,0 punten: (20-18-15-19-10-16-16)   |
| Takayoshi Takasawa                           | finn (m)        | 26e       | 174,0 punten: (21-25-16-19-DNF-23-DNF) |
| Kenji Nakamura Masayuki Takahashi            | 470 (m)         | 12e       | 96,0 punten: (10-12-8-12-14-9-9)       |
|                                              |                 |           |                                        |
| Keiko Nogami Aiko Saito                      | 470 (v)         | 17e       | 131,0 punten: (14-16-18-16-13-18-DNF)  |
|                                              |                 |           |                                        |
| Saburo Sato Tatsuya Wakinaga                 | flying dutchman | 20e       | 150,0 punten: (19-19-19-19-17-21-DSQ)  |
| Naoyuki Ogawa Takashi Tamura                 | tornado         | 21e       | 158,0 punten: (20-22-17-19-DNF-20-DNF) |
| Kazunori Komatsu Kazuo Hanaoka Tadashi Ikeda | soling          | 11e       | 84,7 punten: (11-17-8-7-10-3-13)       |

### Zwemmen
| Olympiër                                                       | Onderdeel             | Resultaat | Prestatie                                           |
| -------------------------------------------------------------- | --------------------- | --------- | --------------------------------------------------- |
| Ryo Asano                                                      | 100m vrije slag (m)   | 32e       | serie 5: 1ste in 52,08                              |
| Ryo Asano                                                      | 200m vrije slag (m)   | 15e       | serie 5: 1ste in 1.51,14 finale B: 7de in 1.51,89   |
| Yoshiyuki Mizumoto                                             | 400m vrije slag (m)   | 32e       | serie 4: 7de in 4.02,02                             |
| Shigeo Ogata                                                   | 400m vrije slag (m)   | 38e       | serie 4: 8ste in 4.05,68                            |
| Masashi Kato                                                   | 1500m vrije slag (m)  | 25e       | serie 2: 2de in 15.47,35                            |
| Yoshiyuki Mizumoto                                             | 1500m vrije slag (m)  | 27e       | serie 2: 4de in 15.52,06                            |
| Shigemori Maruyama                                             | 100m rugslag (m)      | 12e       | serie 5: 5de in 57,54 finale B: 4de in 57,13        |
| Daichi Suzuki                                                  | 100m rugslag (m)      | Goud      | serie 7: 2de in 55,90 finale: 1ste in 55,05 (AS)    |
| Shigemori Maruyama                                             | 200m rugslag (m)      | 32e       | serie 3: 7de in 2.09,16                             |
| Daichi Suzuki                                                  | 200m rugslag (m)      | 15e       | serie 5: 4de in 2.03,36 finale B: 7de in 2.04,67    |
| Hironobu Nagahata                                              | 100m schoolslag (m)   | 13e       | serie 7: 5de in 1.04,02 finale B: 5de in 1.03,89    |
| Kenji Watanabe                                                 | 100m schoolslag (m)   | 18e       | serie 5: 1ste in 1.04,35                            |
| Hironobu Nagahata                                              | 200m schoolslag (m)   | 30e       | serie 4: 7de in 2.22,23                             |
| Shigehiro Takahashi                                            | 200m schoolslag (m)   | 10e       | serie 7: 4de in 2.17,69 finale B: 2de in 2.18,03    |
| Hiroshi Miura                                                  | 100m vlinderslag (m)  | 14e       | serie 7: 5de in 54,82 finale B: 6de in 54,98        |
| Yukinori Tanaka                                                | 100m vlinderslag (m)  | 24e       | serie 4: 2de in 56,19                               |
| Hiroshi Miura                                                  | 200m vlinderslag (m)  | 19e       | serie 4: 7de in 2.02,30                             |
| Yukinori Tanaka                                                | 200m vlinderslag (m)  | 15e       | serie 6: 6de in 2.01,42 finale B: 7de in 2.02,18    |
| Takahiro Fujimoto                                              | 200m wisselslag (m)   | 19e       | serie 5: 1ste in 2.07,23                            |
| Satoshi Takeda                                                 | 200m wisselslag (m)   | 22e       | serie 5: 2de in 2.08,11                             |
| Takahiro Fujimoto                                              | 400m wisselslag (m)   | 25e       | serie 3: 8ste in 4.33,03                            |
| Yoshiyuki Mizumoto                                             | 400m wisselslag (m)   | 17e       | serie 4: 5de in 4.28,11                             |
| Daichi Suzuki Hironobu Nagahata Hiroshi Miura Shigeo Ogata     | 4x100m wisselslag (m) | 19e       | serie 4: 3de in 3.46,88 finale: 5de in 3.44,33 (NR) |
|                                                                |                       |           |                                                     |
| Ayako Nakano                                                   | 50m vrije slag (v)    | 12e       | serie 6: 4de in 26,44 finale B: 4de in 26,45        |
| Kaori Sasaki                                                   | 50m vrije slag (v)    | 20e       | serie 5: 7de in 26,61                               |
| Ayako Nakano                                                   | 100m vrije slag (v)   | 10e       | serie 5: 1ste in 57,29 finale B: 2de in 56,72       |
| Kaori Sasaki                                                   | 100m vrije slag (v)   | 32e       | serie 5: 7de in 58,40                               |
| Chikako Nakamori                                               | 200m vrije slag (v)   | 14e       | serie 5: 5de in 2.01,76 finale B: 6de in 2.02,31    |
| Kaori Sasaki                                                   | 200m vrije slag (v)   | 29e       | serie 3: 4de in 2.04,92                             |
| Tomomi Hosoda                                                  | 400m vrije slag (v)   | 19e       | serie 2: 5de in 4.17,30                             |
| Chikako Nakamori                                               | 400m vrije slag (v)   | 15e       | serie 1: 1ste in 4.15,51 finale B: 7de in 4.15,59   |
| Tomomi Hosoda                                                  | 800m vrije slag (v)   | 11e       | serie 4: 5de in 8.39,55                             |
| Satoko Morishita                                               | 100m rugslag (v)      | 24e       | serie 6: 8ste in 1.05,38                            |
| Tomoko Onogi                                                   | 100m rugslag (v)      | 26e       | serie 3: 2de in 1.06,14                             |
| Satoko Morishita                                               | 200m rugslag (v)      | 14e       | serie 5: 6de in 2.18,74 finale B: 6de in 2.18,78    |
| Tomoko Onogi                                                   | 200m rugslag (v)      | 20e       | serie 5: 8ste in 2.21,46                            |
| Hiroko Nagasaki                                                | 100m schoolslag (v)   | 34e       | serie 6: 8ste in 1.15,83                            |
| Yoshie Nishioka                                                | 100m schoolslag (v)   | 25e       | serie 3: 4de in 1.13,36                             |
| Hiroko Nagasaki                                                | 200m schoolslag (v)   | 23e       | serie 5: 7de in 2.37,44                             |
| Yoshie Nishioka                                                | 200m schoolslag (v)   | 19e       | serie 6: 6de in 2.35,81                             |
| Takayo Kitano                                                  | 100m vlinderslag (v)  | 14e       | serie 4: 5de in 1.02,39 finale B: 6de in 1.02,53    |
| Kiyomi Takahashi                                               | 100m vlinderslag (v)  | 10e       | serie 3: 4de in 1.02,04 finale B: 2de in 1.01,80    |
| Takayo Kitano                                                  | 200m vlinderslag (v)  | 14e       | serie 4: 6de in 2.15,41 finale B: 6de in 2.15,61    |
| Kiyomi Takahashi                                               | 200m vlinderslag (v)  | 6e        | serie 2: 2de in 2.12,68 finale: 6de in 2.11,62      |
| Hiroyo Harada                                                  | 200m wisselslag (v)   | 22e       | serie 2: 3de in 2.22,59                             |
| Yoshie Nishioka                                                | 200m wisselslag (v)   | 16e       | serie 4: 5de in 2.20,20 finale B: 8ste in 2.20,43   |
| Hiroyo Harada                                                  | 400m wisselslag (v)   | 23e       | serie 1: 1ste in 5.00,92                            |
| Yoshie Nishioka                                                | 400m wisselslag (v)   | 19e       | serie 4: 6de in 4.55,31                             |
| Satoko Morishita Yoshie Nishioka Kiyomi Takahashi Ayako Nakano | 4x100m wisselslag (v) | 12e       | serie 1: 3de in 4.18,88                             |

Afghanistan · Algerije · Amerikaanse Maagdeneilanden · Amerikaans-Samoa · Andorra · Angola · Antigua en Barbuda · Argentinië · Aruba · Australië · Bahama’s · Bahrein · Bangladesh · Barbados · België · Belize · Benin · Bermuda · Bhutan · Birma · Bolivia · Bondsrepubliek Duitsland · Botswana · Brazilië · Britse Maagdeneilanden · Brunei · Bulgarije · Burkina Faso · Canada · Centraal-Afrikaanse Republiek · Chili · China · Chinees Taipei · Colombia · Congo-Brazzaville · Cookeilanden · Costa Rica · Cyprus · Denemarken · Djibouti · Dominicaanse Republiek · Duitse Democratische Republiek · Ecuador · Egypte · El Salvador · Equatoriaal-Guinea · Fiji · Filipijnen · Finland · Frankrijk · Gabon · Gambia · Ghana · Grenada · Griekenland · Groot-Brittannië · Guam · Guatemala · Guinee · Guyana · Haïti · Honduras · Hongarije · Hongkong · Ierland · IJsland · India · Indonesië · Irak · Iran · Israël · Italië · Ivoorkust · Jamaica · Japan · Joegoslavië · Jordanië · Kaaimaneilanden · Kameroen · Kenia · Koeweit · Laos · Lesotho · Libanon · Liberia · Libië · Liechtenstein · Luxemburg · Malawi · Malediven · Maleisië · Mali · Malta · Marokko · Mauritanië · Mauritius · Mexico · Monaco · Mongolië · Mozambique · Nederland · Nederlandse Antillen · Nepal · Nieuw-Zeeland · Niger · Nigeria · Noord-Jemen · Noorwegen · Oeganda · Oman · Oostenrijk · Pakistan · Panama · Papoea-Nieuw-Guinea · Paraguay · Peru · Polen · Portugal · Puerto Rico · Qatar · Roemenië · Rwanda · Saint Vincent en de Grenadines · Salomonseilanden · Samoa · San Marino · Saoedi-Arabië · Senegal · Sierra Leone · Singapore · Soedan · Somalië · Sovjet-Unie · Spanje · Sri Lanka · Suriname · Swaziland · Syrië · Tanzania · Thailand · Togo · Tonga · Trinidad en Tobago · Tsjaad · Tsjecho-Slowakije · Tunesië · Turkije · Uruguay · Vanuatu · Venezuela · Verenigde Arabische Emiraten · Verenigde Staten · Vietnam · Zaïre · Zambia · Zimbabwe · Zuid-Jemen · Zuid-Korea · Zweden · Zwitserland